# Волков, Владимир Николаевич (учёный)
Владимир Николаевич Волков (род. 18 октября 1954 года, Коспаш, Кизеловский район, Молотовская область) — российский учёный, доктор философских наук, профессор. Специалист по онтологии, философской антропологии, культурологии, переводчик научной литературы. Опубликовал более 100 научных работ по философии, политологии, социологии, истории, этике, эстетике, психологии, педагогике, теории культуры, среди них книги: «Культурология» (1997), «Западная философия XX века» (2000), «Онтология личности» (2001), «Основы культурологии» (2005), «Постмодерн и его интерпретации» (2017).

## Биография
Родился в г. Коспаш Кизеловского района Молотовской (Пермской) области. Детство прошло в городе Гремячинске.
В 1977 г. окончил историко-английское отделение Марийского государственного педагогического института.

### Преподавательская деятельность[1][2]
После окончания вуза работал учителем средней школы в селе Кумья Килемарского района Марий Эл.
- 1978—1986 преподаватель философии в Марийском педагогическом институте.
- 1987—1988 доцент Всесоюзного заочного института инженеров железнодорожного транспорта (Смоленский филиал).
- 1989—1992 доцент кафедры общественных наук, декан факультета начальных классов Балашовского педагогического института в Саратовской области.
- 1993—1997 доцент кафедры гуманитарных наук Ивановской государственной медицинской академии.
- 1993—2008 профессор кафедры философии и религиоведения Шуйского государственного педагогического университета.
- 2002—2006 зав. кафедрой гуманитарных и социально-экономических дисциплин в Российском государственном гуманитарном университете (Ивановский филиал).
- 2002—2008 профессор кафедры философии Ивановского государственного университета, член диссертационного совета Д 212.062.01. по философии.
- 2008—2009 профессор кафедры гуманитарных и естественнонаучных дисциплин Международного юридического института при Министерстве юстиции (Ивановский филиал), профессор Российского Нового Университета (Москва).
- 2011—2016 зав. кафедрой управления, профессор кафедры гуманитарных наук Академии переподготовки работников искусства, культуры и туризма (Москва).

Учёное звание доцента по кафедре общественных наук присвоено в 1990 году, учёное звание профессора — в 2008 году.

### Научная деятельность
В 1983 году окончил аспирантуру, в феврале 1984 года защитил кандидатскую диссертацию в Ленинградском государственном педагогическом институте им. Герцена.
В 2001 году окончил докторантуру, 1 октября 2001 года защитил докторскую диссертацию «Онтология личности» в Ивановском государственном университете. Учёная степень доктора философских наук присуждена в феврале 2002 года. Специальность — онтология и теория познания, 09.00.01.
Под научным руководством профессора Волкова была осуществлена подготовка трёх кандидатов наук.
В 2003 году в Сеуле, Республика Корея принимал участие в работе международной научной конференции «Глобальное управление на поворотном этапе: инновационные подходы к установлению мира в изменяющемся обществе».

#### Публикации
Публиковался в газете «Московский комсомолец», журналах «Знамя», «Вестник Европы», «Контекст и рефлексия», «Культура и цивилизация», «Культурное наследие России» и других.
Научный редактор пяти сборников статей «Шереметевские чтения», издававшихся Российским государственным гуманитарным университетом (Ивановский филиал) и Ивановским государственным химико-технологическим университетом в 2003—2010 гг.
Член редколлегии журнала «Контекст и рефлексия: философия о мире и человеке».
Был одним из переводчиков на русский язык книги американского философа, теоретика неопрагматизма Ричарда Шустермана «Прагматическая эстетика: Живая красота, переосмысление искусства».
Некоторые фрагменты книги «Постмодерн и его интерпретации» были опубликованы в форме статей в журналах «Вестник Европы», «Контекст и рефлексия: философия о мире и человеке», «Культура и цивилизация», «Культурное наследие России» и других.
Доктор филологических наук, профессор Саратовского национального исследовательского государственного университета Людмила Комуцци высказывает мнение, что до сих пор теория постмодернизма в России изучалась в рамках отдельных исследований по социологии, историографии и философии, культурологии или теории литературы, и в целом эта разобщенность сказывается на множестве лакун в представлениях гуманитариев об этом явлении. Поэтому монография Владимира Волкова, посвященная постмодернизму как философии, культуре и идеологии современности, является чрезвычайно своевременной и актуальной для отечественной науки работой; она охватывает широкий спектр векторов развития постмодернизма и аспектов жизни современного общества, позволяя исследователям разных сфер знания сориентироваться в идейном подтексте интересующих их проблем.
По мнению доктора философских наук, научного сотрудника университета Упсалы (Швеция) Руслана Лошакова книга Владимира Волкова «Постмодерн и его интерпретации» является важным вкладом в осмысление постмодернизма как переломной, критической эпохи, и, несомненно, должна быть оценена как замечательное достижение отечественной философской мысли.

## Общественная деятельность

Владимир Волков со Львом Пономарёвым на конгрессе интеллигенции 29 июля 2014 года

Выступление Владимира Волкова на конгрессе интеллигенции против войны, самоизоляции России, реставрации тоталитаризма 29 июля 2014 года:
Хотел бы обратить внимание на то, что нам нужно определиться в понятиях. Мы говорим о том, что наступает раскол интеллигенции, или уже наступил. На мой взгляд, здесь лакмусовой бумажкой являются слова Петра Чаадаева: патриот не тот, кто восхваляет свою страну, а тот, кто публично озвучивает истину. На мой взгляд, в нашу обязанность входит публично говорить о том, что есть на самом деле. Именно публично, несмотря на то, что вокруг может быть масса, настроенная агрессивно, воинственно. В России националистический угар довольно часто охватывает массы.
Думаю, проблема здесь в том, что в самой культуре сильна традиционалистская языческая стихия, и когда она накладывается на имперские амбиции, возникает взрывчатый материал. И интеллектуалы часто поддаются этой стихии, идут на поводу массы. Не хочу здесь говорить о «народе». Это действительно массы – население, которое любит, чтобы его обманывали, и чем больше обмана, тем больше эйфория. Понятно, что когда-то потом отрезвление наступает, но потом. Я как-то был на выступлении Юрия Жданова, который говорил: да, у нас были такие факты, что Андрей Жданов гнобил определенных интеллигентов – Ахматову, Пастернака, Зощенко… но ведь все это в рамках интеллигенции, у нас просто были разные слои интеллигенции. На мой взгляд, это наведение тени на плетень, потому что на одну доску ставятся те, кто расстреливал, и те, кого расстреливали; те, кто доносил, и те, на кого доносили. Происходит смешение понятий. Хочу вспомнить слова Бердяева про «интеллигенцию» и «интеллигентщину». Интеллигентщина как раз такая сила, часто интеллектуальная, которая использует рациональное в своих интересах, и вот мы сейчас видим, что действительно есть откат назад. То, что раньше не озвучивалось, что стыдно было произносить, сейчас вслух говорится. Более того, работа средств массовой информации создает совершенно искусственную реальность, реальность симулякра. В ней многие и живут. И обязанность интеллигенции заключается в том, чтобы говорить как есть на самом деле.

### Диссертации
- Волков, В. Н. Онтология личности : диссертация ... доктора философских наук : 09.00.01. — [Место защиты : Иван. гос. ун-т]. — Иваново, 2001. — 485 с.
- Волков, В. Н. Критика антимарксистских концепций классового самосознания пролетариата : диссертация ... кандидата философских наук : 09.00.02. — [Место защиты : Ленинградский гос. пед. ин-т]. — Л., 1984. — 194 с.

### Монографии
- Волков, В. Н. Постмодерн и его интерпретации. — М. : Издательские решения, 2017. — 606 с. — ISBN 978-5-4490-0234-1.
- Волков, В. Н. Онтология личности. — Иваново : Иван. гос. ун-т, 2001. — 380 с.

### Переводы
- Шустерман, Р. Глава 6. Критика эстетической идеологии, эстетического воспитания и ценности в искусстве // Прагматическая эстетика: Живая красота, переосмысление искусства / Пер. с англ. В. Н. Волкова. — М. : Канон+, 2012. — С. 210−244. — ISBN 978-5-8837-243-9.

### Статьи
- Волков, В. Н. Стоит ли хоронить постмодерн? // Гуманитарные и социально-экономические науки. — 2017. — № 4 (95). — С. 67−73.
- Волков, В. Н. Автомобили, автомобили, буквально всё заполонили… // Культурное наследие России. — 2015. — № 4. — С. 9−15.
- Волков, В. Н. Нация, национализм и национальное государство в эпоху глобализации // Контекст и рефлексия: философия о мире и человеке. — 2015. — № 3. — С. 32−58.
- Волков, В. Н. Постмодерн: недоверие к метанарративам // Культурное наследие России. — 2015. — № 2. — С. 3−11.
- Волков, В. Н. Патриот и герой в дискурсе жертвенности и смерти // Культура и цивилизация. — 2015. — № 1−2. — С. 9−29.
- Волков, В. Н. Субъект, личность, дух и духовное в эпоху постмодерна // Культурное наследие России. — 2014. — № 7 (4). — С. 3−10.
- Волков, В. Н. Постмодерн: эстетизация этики // Вестник Марийского государственного университета. — 2014. — № 2 (14). — С. 85−89.
- Волков, В. Н. Постмодернистская этика и эстетика: отказ от ценностно-нормативного // Контекст и рефлексия: философия о мире и человеке. — 2014. — № 3. — С. 9−34.
- Волков, В. Н. Семья, эротика, секс и любовь в эпоху постмодерна // Контекст и рефлексия: философия о мире и человеке. — 2014. — № 3. — С. 35−57.
- Волков, В. Н. Постмодерн и его основные характеристики // Культурное наследие России. — 2014. — № 5 (2). — С. 3−8.
- Волков, В. Н. Проблема идентичности в современном мире // Педагогическое образование и наука. — 2013. — № 6. — С. 92−95.
- Волков, В. Н. Nikolay Fedorov — founder of the Russian cosmism // Контекст и рефлексия: философия о мире и человеке. — 2013. — № 5−6. — С. 26−71.
- Волков, В. Н. Постмодерн и его интерпретации // Контекст и рефлексия: философия о мире и человеке. — 2013. — № 5−6. — С. 72−97.
- Волков, В. Н. Симулякры как симптомы призрачного существования // Вестник Марийского государственного университета. — 2013. — № 12. — С. 54−58.
- Волков, В. Н. Жизнь «здесь и сейчас»: равнодушие к смерти, вечности и бессмертию // Контекст и рефлексия: философия о мире и человеке. — 2013. — № 3−4. — С. 69−93.
- Волков, В. Н. Архаика русской культуры и модернизация российского общества // Вестник Марийского государственного университета. — 2013. — № 11. — С. 30−34.
- Волков, В. Н. Туризм как ускользание от бытия // Вестник Марийского государственного университета. — 2012. — № 10. — С. 39−42.
- Волков, В. Н. Человек и его жизненные миры // Контекст и рефлексия: философия о мире и человеке. — 2012. — № 1. — С. 7−27.
- Волков, В. Н. Туризм в эпоху постмодерна // Контекст и рефлексия: философия о мире и человеке. — 2012. — № 1. — С. 77−86.
- Волков, В. Н. Концепт дисциплинарной власти" в современном культурологическом дискурсе // Вестник Кемеровского государственного университета культуры и искусств. — 2012. — № 19—2. — С. 10−17.
- Волков, В. Н. Симулякр в политической жизни современной России // Вестник Казанского государственного университета культуры и искусств. — 2012. — № 4. — С. 73−78.
- Волков, В. Н. Что такое интеллигенция // Образование и общество. — 2005. — № 4. — С. 100−110.
- Волков, В. Н. Насилие и толерантность как принципы бытия в современном мире // Образование и общество. — 2005. — № 1. — С. 56−63.
- Волков, В. Н. Интеллигенция и интеллигентщина // Интеллигенция и мир. — 2005. — № 1−2. — С. 98−110.
- Волков, В. Н. Онтология личности всеединства // Соловьёвские исследования. — 2001. — № 1. — С. 131.

### Учебные пособия
- Волков, В. Н. Основы культурологии : учеб. пособие. — Иваново : Иван. гос. ун-т, 2005. — 520 с.
- Волков, В. Н. Западная философия XX века : учеб. пособие. — Иваново : ШПГУ, 2000. — 270 с.
- Волков, В. Н. Культурология : учеб. пособие. — Иваново : ИПК и ППК, 1997. — 170 с.